# Машина времени
„Машина времени“ (в превод: „Машина на времето“) е рок група в Москва.
Основана е на 27 май 1969 от Андрей Макаревич (автор на повечето песни) и Сергей Кавагое. Групата е сред най-старите и най-дълго просъществувалите рок формации в Русия. Повлияла е на творчеството на групи като „Аквариум“, „Наутилус Помпилиус“, „Алиса“, „Чиж и Ко“, „Сплин“ и други.

## История

### Началото и ъндърграунд
През 1969 г. учениците от московското 19-о училище основават група под името "Time Machines". В началото изпълняват кавъри на английски и американски групи. Записват и англоезичен албум с 11 авторски песни, но записът не е запазен. По-късно в репертоара на групата се появяват песни на руски език, чиито автор е Андрей Макаревич. Голямо влияние на групата оказва хипи движението. В първите години от съществуването на „Машина времени“ съставът често се променя. През есента на 1971 г. Сергей Кавагое кани в групата Александър Кутиков. Макаревич, Кавагое и Кутиков остават единствените постоянни участници на групата до края на 1970-те години. Останалите музиканти често се сменят.
През 1973 г. групата сменя името си от "Time machines" на "Машина времени„. Звукозаписната компания “Мелодия" издава малка плоча на трио "Зодиак" с акомпанимент на „Машина времени“. През 1974 за кратко вокалист е Алексей Романов, но той напуска след няколко месеца. Същата година групата се снима в игралния филм „Афоня“ и получава първия си хонорар от 500 рубли. В крайна сметка кадрите с групата са изрязани от филма и остава само песента „Ты или я“ като музикален фон. В групата на мястото на Кутиков идва китаристът Евгений Маргулис, който пише блус песни. През 1975 групата е поканена в Централната телевизия на СССР, за да запише репертоар за предаването „Музикалый киоск“, но не са допуснати до ефир. Все пак записаните 7 песни се водят като втори записан албум.
През 1976 г. „Машина времени“ печели 1-ва награда на конкурса за младежка песен в Талин. Благодарение на Борис Гребеншиков („Аквариум“) групата гастролира в Ленинград и за първи път добива известност извън Москва. През 1978 г. започват експерименти в звученето, като за пръв път са използвани духови инструменти. Поканени са Евгений Легусовов (саксофон) и Сергей Велицкий (тромпет). По-късно Велицкий е сменен от Сергей Кузминок. През март 1978 г. е записан албумът „День рождения“ в студиото на Андрей Тропило. Участват във фестивала „Весна УПИ“ в Свердловск. Тъй като стилът на групата се различава от стила на съветските вокално-инструментални ансавбли, по молба на организаторите „Машина времени“ е върната в Москва преди края на фестивала.
През есента на 1978 г. продуцент на „Машина времени“ става Ованес Мелик-Пашаев. Благодарение на него хонорарите от концерти се увеличават и всеки от групата печели по около 1000 рубли месечно. През ноември 1978 г. участват във фестивала „Черноголовка“, където поделят първото място с естонците Magnetic Band. В периода 1979-1981 години групата изнася концертната си програма „Малкият принц“. За изпълнението на литературната част гост е поетът Александър Бутузов. Единственият запазен и до днес запис на програмата е от концерта в Ленинград и е разпространен благодарение на Андрей Тропило.
В началото на 1979 г. започва конфликт между двамата основатели на Машина времени – Сергей Кавагое и Андрей Макаревич. Кавагое е твърдо против излизането на групата от ъндърграунда и свирене на професионална сцена. Друг повод за разногласията е, че публиката все повече възприема „Машина времени“ като група на Макаревич, а другите музиканти остават на заден план. Скоро Кавагое и китаристът Евгений Маргилуис напускат групата. В новия състав на бандата влизат музикантите от „Високосное лето“ Валерий Ефремов, Александър Кутиков (в групата в началото на 1970-те години) и пианистът Пьотър Подгорецкий. Последният написва няколко хумористични песни за групата, които изпълнява.

### Работа в Росконцерт
В края на 1970-те години за ъндърграунд музикантите е много трудно да поддържат концертна дейност поради натиска на партийните органи и милицията. Затова през ноември 1979 г. групата постъпва в Росконцерт и свири в трупата на Московския гастролен областен комедиен театър.
„Машина времени“ работи в Московския гастролен областен комедиен театър само няколко месеца. По предложение на Росконцерт групата предлага на художествения съвет своя концертна програма, която е одобрена. Групата получава статут на самостоятелен ансамбъл при Росконцерт с художествен ръководител Ованес Мелик-Пашаев и музикален ръководител Андрей Макаревич. Първият фестивал, на който „Машина времени“ участва вече като професионален състав, е „Весенние ритми“ в Тбилиси. Там групата печели 1-во място. Макаревич пробва да върне на сцена концертната програма „Малкият принц“ на сцената на Естрадния театър. След първото представление чиновниците забраняват на групата да изнася концерти в Москва до 1986 г.
Песните на групата окупират ефира на съветските радиостанции. Песента „Поворот“ е 13 месеца в чарта „Звуковая дорожка“ на в-к „Московский консомолец“ и 7 месеца е на 1-во място. През 1981 г. записват саунтрак към филма „Душа“. Точно този филм носи национална популярност на „Машина времени“. Списание „Кръгозор“ пуска магнетофонния албум „Ансамбль Машина времени“, който според Макаревич е с тираж от около 40 млн. бройки. Този албум съдържа хитовете „Путь“ и „За тех кто в море“. През 1982 г. в САЩ е издадена компилация със записи на групата в периода от 1975 до 1980 г. Заради това издание Макаревич трябва да дава отчет на КГБ. През 1988 г. става известно, че американският лейбъл е платил компенсация за нарушението на авторските права.
През пролетта на 1982 г. Мелик-Пашаев напуска групата. С него напуска и пианистът Подгорецкий. Вместо него в групата идва Александър Зайцев. Поканен е и барабанистът Максим Капитановский, който работи в „Машина времени“ като тонрежисьор. През 1984 г. записват албума „Чужие среди чужих“, който е първи в официалната дискография. Следващата година излиза вторият албум, озаглавен „Рыбка в банке“. В този период „Машина времени“ вече е популярна в целия Съветски съюз, но музикантите не са допускани до телевизионни предавания, нямат право да изпълняват на концерти дори и хита си „Поворот“. Въпреки тези ограничения групата участва редовно в новогодишната програма "Голубой огонёк" и записва музика за много филми.
След перестройката „Машина времени“ започва да се появяват в телевизионен ефир. Техни песни са излъчени в много програми. През 1986 г. участват в XII младежки и студентски фестивал в Москва, както и в „Рок панорама-86“. Същата година за първи път изнасят концерт зад граница, посещавайки Япония. Там свирят на сцена с Джеймс Браун, DIO и Куийн. Звукозаписната компания „Мелодия“ издава на плоча компилация от песни на „Машина времени“, записани в различни години. Същата година музикантите записват „Реки и мосты“, но в студиото на „Мелодия“ всички песни са преаранжирани, а песента „Мой мир“ – изрязана. Така албумът е издаден в този вариант.
През май 1987 г. „Машина времени“ участва в популярното предаване „Музикальный ринг“, а след няколко месеца „Мелодия“ издава албум с песни на групата от 1970-те години. „Машина времени“ е избрана за група на годината от в-к „Московский консомолец“. През август 1988 г. излиза следващит им албум „В круге света“. Същата година участват в благотворителен концерт на съветски музиканти, излизайки на сцената с групи като „ДДТ“ и „Черный кофе“. На 27 май 1989 г. „Машина вреени“ отпразнува своя 20-годишен юбилей. В концерта се изявяват съставите на бивши членове на групата, а освен това участват „Сектет“ и Александър Градски с групата си „Скоморохи“.

### 1990-те години. Статут на „класици“
През 1990 г. клавиристът Александър Зайцев е уволен поради проблеми с наркотиците и алкохола. В групата се връщат Евгений Маргулис и Пьотър Подгорецкий. През 1991 г. издава поредния си албум „Медленная хорошая музыка“. Въпреки убежденията си да не участва в политически акции Макаревич участва в барикадите в Августовския пуч (1991) в подкрепа на Борис Елцин. Същата година басистът Александър Кутиков става продуцент на групата и музикантите вече не са зависими от „Мелодия“. През 1993 г. издават поредния си албум, в който е наблегнато на блус звученето, а в края на годината „Машина времени“ участва в "Голубой огонёк" с нова коледна песен. На 25 юни 1994 г. „Машина времени“ празнува 25-годишнината си с концерт на Червения площад, поканени са „Воскресение“, „Наутилус Помпилиус“, Гарик Сукачов, „Неприкасаемие“ и „Чайф“. На събитието присъстват около 100 000 зрители.
През 1996 г. участват в предизборната кампания на Борис Елцин. Междуременно звукозаписната компания Sintez Records преиздава някои албуми на групата. През април издава „Картонные крылья любви“, а няколко месеца по-късно представя и концертната си програма. През ноември 1997 г. „Машинистите“ записват албума „Отрываясь“, а към песните „Он был старше её“, „Он играет на похоронах и танцах“ и „Однажды мир прогнётся под нас“ са заснети клипове. В края на 1999 г. след издаването на поредния албум групата празнува своя 30-годишен юбилей с концерт в „Олимпийский“. Присъстват много видни политици, включително и Владимир Путин.

### Модерно звучене в новия век
От февруари 2000 до март 2003 г. Машина времени и Воскресение правят съвместно турне. По онова време в тези групи свири Евгений Маргулис. В края на май Sintez Records издават 2 двойни концертни албума - „Малкия принц“ (съдържащ запис на концертната програма от края на 1970-те години) и „ХХХ лет Машине времени“ с концерта в Олимпийский през 1999 г. През януари 2001 г. започват записите по новия албум, озаглавен „Место, где свет“. През март 2001 г. на концерт в Торонто с групата свири нейният съосновател Сергей Кавагое, който живее в Канада до смъртта си. В края на годината песента „Место, где свет“ влиза в класацията „Чартова дюжина“ на Наше радио. През годините „Машина времени“ често гастролира, а през 2004 г. отпразнува 35-годишнината си. На 24 ноември същата година е издаден албумът „Машинально“, 2 песни от който са саундрак към филма „Танцор“.
През март 2007 г. издава "Time Machine „, а песента “Улетай" става хит. Със съдействието на Авторадио изнасят безплатни концерти в Москва и Санкт Петербург. На летище Тушино в Москва музикантите събират 60 000 зрители. През 2009 групата прави специално турне „40 концерта в 40 града“ по случай 40-годишния си юбилей. Последният концерт от турнето е на Олимпийски на 11 декември - рождения ден на Макаревич. В „юбилейния“ албум „Машины не парковать“ са поканени много гост-изпълнители, сред които Гарик Сукачов и Борис Гребеншиков. Звукозаписната компания „Никитин“ издава трибют-албум на „Машина времени“.
През март 2010 г. изнася концерт в зала 1 на НДК. Същата година участват в двата най-големи рок фестивала в Русия - „Нашествие“ и „Рок над Волга“.
През юни 2012 г. Евгений Маргулис напуска групата, за да започне самостоятелен проект. На негово място на концертите свири Игор Хомич. През юни 2013 г. стартира профилът на групата в iTunes.

## Дискография
- 1969 – Time Machines
- 1975 – Запись для программы „Музыкальный киоск
- 1978 – Запись в ДК Автомобильного техникума
- 1978 – Запись в учебной речевой студии ГИТИС / Это было так давно…1978
- 1980 – Запись во Всесоюзной студии грамзаписи „Мелодия“
- 1981 – Запись в киностудии „Мосфильм“
- 1984 – Чужие среди чужих
- 1985 – Рыбка в банке
- 1987 – Реки и Мосты
- 1987 – Десять лет спустя
- 1988 – В круге света
- 1988 – Запись в студии в Далласе
- 1991 – Медленная хорошая музыка
- 1993 – Внешта́тный команди́ръ Зѣмли́. Блюзы Эль-Мокамбо
- 1996 – Картонные крылья любви
- 1997 – Отрываясь
- 1999 – Часы и Знаки
- 2001 – Место, где свет
- 2004 – Машинально
- 2007 – Time Machine
- 2009 – Машины не парковать
- 2016 - Вы